# Charmes (Vosges)
Pour les articles homonymes, voir Charmes.
Charmes, parfois nommée localement Charmes-sur-Moselle, est une commune française située dans le département des Vosges, en région Grand Est.

## Géographie

### Localisation
Charmes se situe entre Nancy et Épinal, au pied d’une colline des Côtes de Moselle nommée le Haut-du-Mont et près de la vaste forêt de Ternes composée en grande partie de charmes qui ont donné son nom à la ville.
La commune est traversée par le canal de l'Est et la Moselle, son environnement naturel est préservé avec notamment au nord l'étendue de la forêt déjà citée.
Sur les bords du canal de l'Est se trouvent un port de plaisance et un vaste ensemble destiné aux camping-cars. Charmes est une cité dont le développement touristique bénéficie de ses infrastructures, de sa situation à mi-chemin entre Nancy et Épinal et de la proximité de la voie rapide (Lorraine vers le Luxembourg, la Suisse et l’Italie) et du massif vosgien.
Son altitude moyenne par rapport au niveau de la mer est de 284 m.

### Géologie et relief
Hydrogéologie et climatologie : Système d’information pour la gestion des eaux souterraines du bassin Rhin-Meuse :
Territoire communal : Occupation du sol (Corinne Land Cover) ; Cours d'eau (BD Carthage),
Géologie : Carte géologique ; Coupes géologiques et techniques,
 Hydrogéologie : Masses d'eau souterraine ; BD Lisa ; Cartes piézométriques.

### Sismicité
Commune située dans une zone 3 de sismicité modérée.

### Communes limitrophes
| Socourt   | Chamagne  | Saint-Germain Meurthe-et-Moselle Saint-Rémy-aux-Bois Meurthe-et-Moselle |
| Florémont | Charmes   | Essegney                                                                |
| Rugney    | Brantigny | Vincey Ubexy                                                            |

### Hydrographie et les eaux souterraines

#### Réseau hydrographique

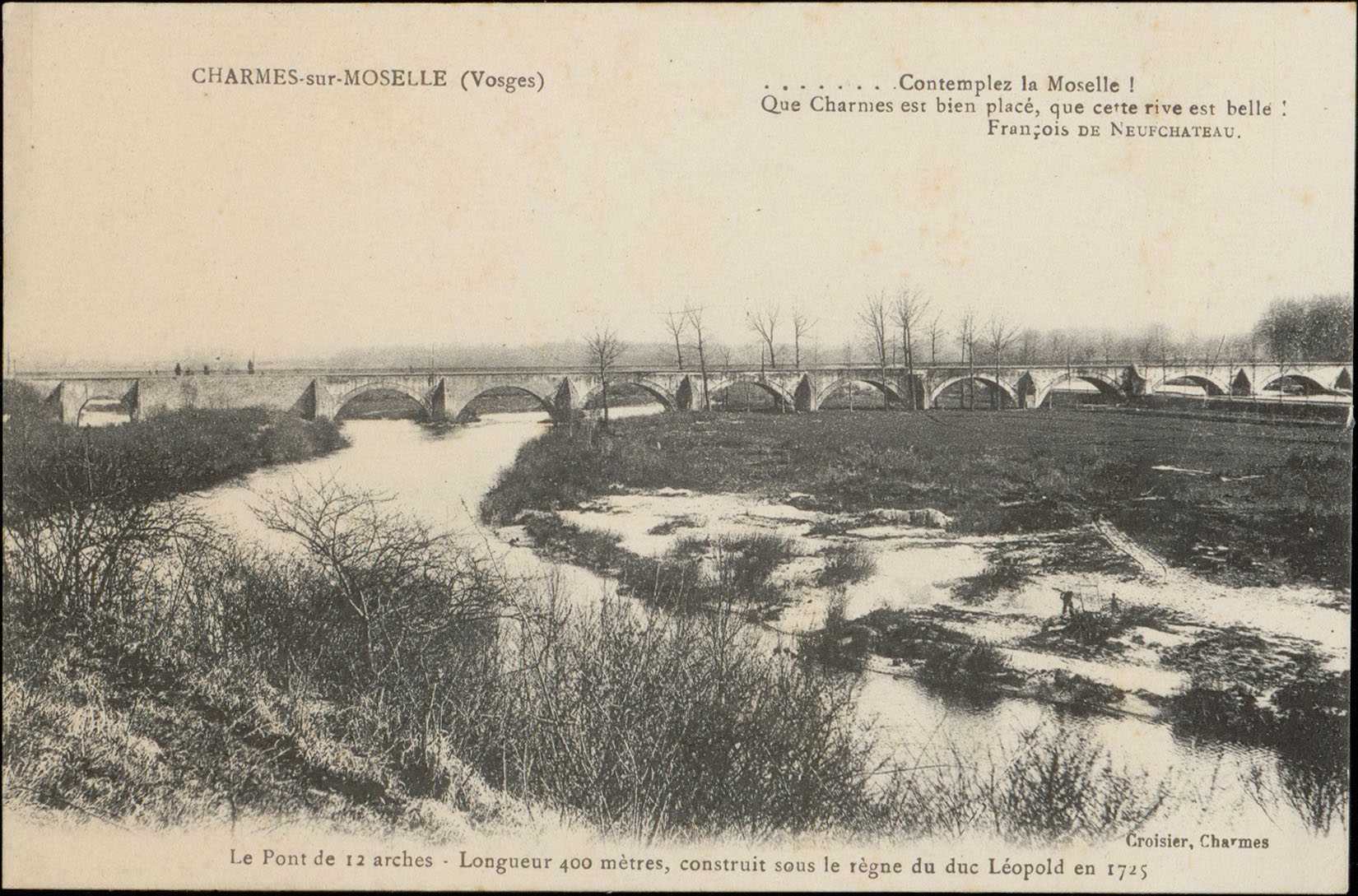
Grand pont sur la Moselle construit sous le règne du duc Léopold en 1725.

La commune est située dans le bassin versant du Rhin au sein du bassin Rhin-Meuse. Elle est drainée par la Moselle, le ruisseau du Grand Bief, le ruisseau de la Forêt, le ruisseau de la Varroie, le ruisseau de Socourt, le ruisseau de Viller, le ruisseau de Pratieux, le ruisseau de Vincey, le ruisseau d'Essegney, le ruisseau du Breuil et le ruisseau du Genet,.
La Moselle, d’une longueur totale de 560 kilomètres, dont 315 kilomètres en France, prend sa source dans le massif des Vosges au col de Bussang et se jette dans le Rhin à Coblence en Allemagne.
Le ruisseau du Grand Bief, d'une longueur totale de 12 km, prend sa source dans la commune  et se jette  dans la Moselle à Bainville-aux-Miroirs, après avoir traversé trois communes.

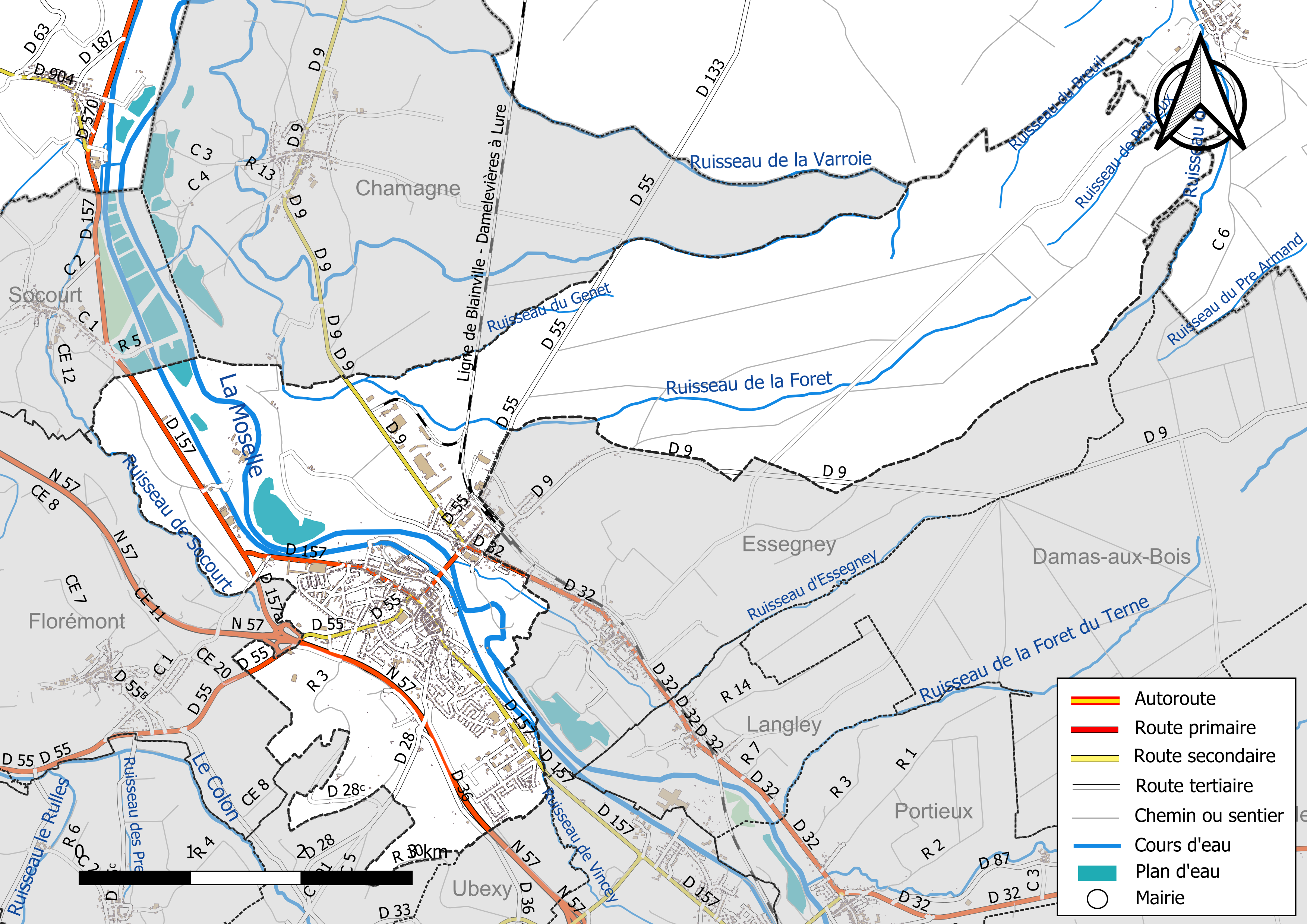
Réseaux hydrographique et routier de Charmes.

#### Gestion et qualité des eaux
Le territoire communal est couvert par le schéma d'aménagement et de gestion des eaux (SAGE) « Nappe des Grès du Trias Inférieur ». Ce document de planification, dont le territoire comprend le périmètre de la zone de répartition des eaux de la nappe des Grès du trias inférieur (GTI), d'une superficie de 1 497 km2, est en cours d'élaboration. L’objectif poursuivi est de stabiliser les niveaux piézométriques de la nappe des GTI et atteindre l'équilibre entre les prélèvements et la capacité de recharge de la nappe. Il doit être cohérent avec les objectifs de qualité définis dans les SDAGE Rhin-Meuse et Rhône-Méditerranée. La structure porteuse de l'élaboration et de la mise en œuvre est le conseil départemental des Vosges.
La qualité des eaux de baignade et des cours d’eau peut être consultée sur un site spécial géré par les agences de l’eau et l’Agence française pour la biodiversité.

### Climat
Pour des articles plus généraux, voir Climat du Grand Est et Climat des Vosges.
En 2010, le climat de la commune est de type climat des marges montargnardes, selon une étude du Centre national de la recherche scientifique s'appuyant sur une série de données couvrant la période 1971-2000. En 2020, Météo-France publie une typologie des climats de la France métropolitaine dans laquelle la commune est exposée à un climat semi-continental et est dans la région climatique Lorraine, plateau de Langres, Morvan, caractérisée par un hiver rude (1,5 °C), des vents modérés et des brouillards fréquents en automne et hiver.
Pour la période 1971-2000, la température annuelle moyenne est de 9,6 °C, avec une amplitude thermique annuelle de 17 °C. Le cumul annuel moyen de précipitations est de 886 mm, avec 12,4 jours de précipitations en janvier et 9,9 jours en juillet. Pour la période 1991-2020, la température moyenne annuelle observée sur la station météorologique de Météo-France la plus proche, « Mirecourt-inra », sur la commune de Mirecourt à 14 km à vol d'oiseau, est de 10,4 °C et le cumul annuel moyen de précipitations est de 824,3 mm. 
La température maximale relevée sur cette station est de 39,5 °C, atteinte le 25 juillet 2019 ; la température minimale est de −19,5 °C, atteinte le 20 décembre 2009,,.
Les paramètres climatiques de la commune ont été estimés pour le milieu du siècle (2041-2070) selon différents scénarios d'émission de gaz à effet de serre à partir des nouvelles projections climatiques de référence DRIAS-2020. Ils sont consultables sur un site spécial publié par Météo-France en novembre 2022.

## Urbanisme

### Typologie
Au 1er janvier 2024, Charmes est catégorisée bourg rural, selon la nouvelle grille communale de densité à sept niveaux définie par l'Insee en 2022.
Elle appartient à l'unité urbaine de Charmes, une agglomération intra-départementale regroupant trois  communes, dont elle est ville-centre,,. Par ailleurs la commune fait partie de l'aire d'attraction de Charmes, dont elle est la commune-centre,. Cette aire, qui regroupe 10 communes, est catégorisée dans les aires de moins de 50 000 habitants,.

### Occupation des sols
L'occupation des sols de la commune, telle qu'elle ressort de la base de données européenne d’occupation biophysique des sols Corine Land Cover (CLC), est marquée par l'importance des forêts et milieux semi-naturels (58,2 % en 2018), une proportion identique à celle de 1990 (58,2 %). La répartition détaillée en 2018 est la suivante : 
forêts (56,8 %), zones urbanisées (9,8 %), terres arables (8,4 %), prairies (8,4 %), zones industrielles ou commerciales et réseaux de communication (4,5 %), zones agricoles hétérogènes (4,3 %), eaux continentales (2,4 %), mines, décharges et chantiers (2,1 %), cultures permanentes (1,9 %), milieux à végétation arbustive et/ou herbacée (1,4 %). L'évolution de l’occupation des sols de la commune et de ses infrastructures peut être observée sur les différentes représentations cartographiques du territoire : la carte de Cassini (XVIIIe siècle), la carte d'état-major (1820-1866) et les cartes ou photos aériennes de l'IGN pour la période actuelle (1950 à aujourd'hui).

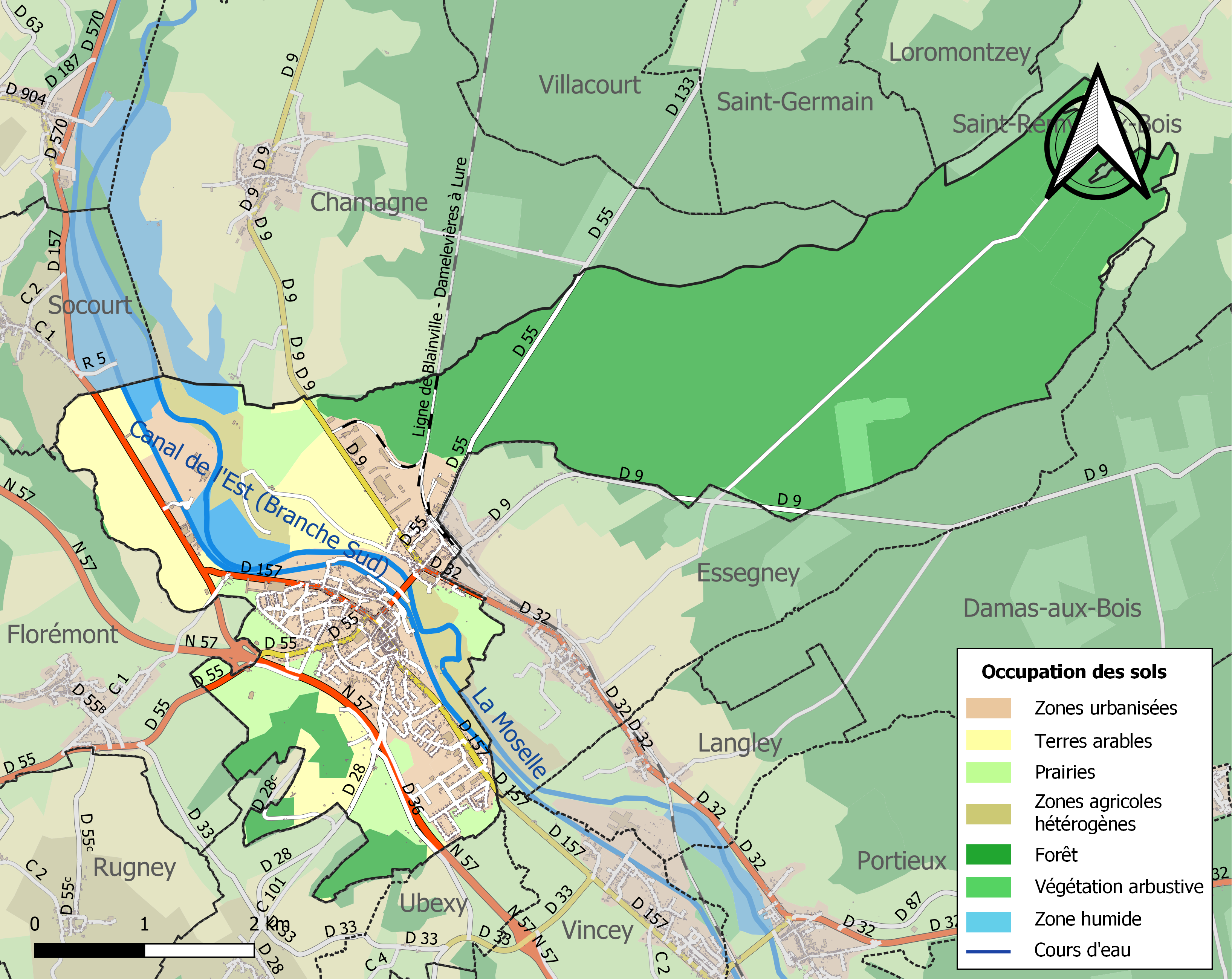
Carte des infrastructures et de l'occupation des sols de la commune en 2018 (CLC).

## Toponymie
Le nom de la localité est attesté sous les formes ? Calmo (XIe siècle) ; Cherma (1178) ; Chermes (1194) ; Chairmes (XIIe siècle) ; Charmes (1276) ; Charme (1285) ; De Theruiis supra Mosellam, corr. Chermis (1355) ; De Teruno supra Mozellam, corr. Cermio ou Cermis (1355) ; De Charmis supra Mozellam (1402) ; Chairme (XVIe siècle) ; Charmes sur Mezelle (1554) ; Carpini (1768).

Du pluriel de l'oil charme « friche », qui est le pré-celtique *calm.
Les habitants de la commune sont appelés les Carpiniens, mot dérivé de « Carpini », nom sous lequel Charmes se lit dans le « parvillé » du diocèse de Toul en référence à sa forêt plantée de charmes.

## Histoire
L'origine de Charmes remonte à l'époque gallo-romaine : avec une castra stativa ou une villa.

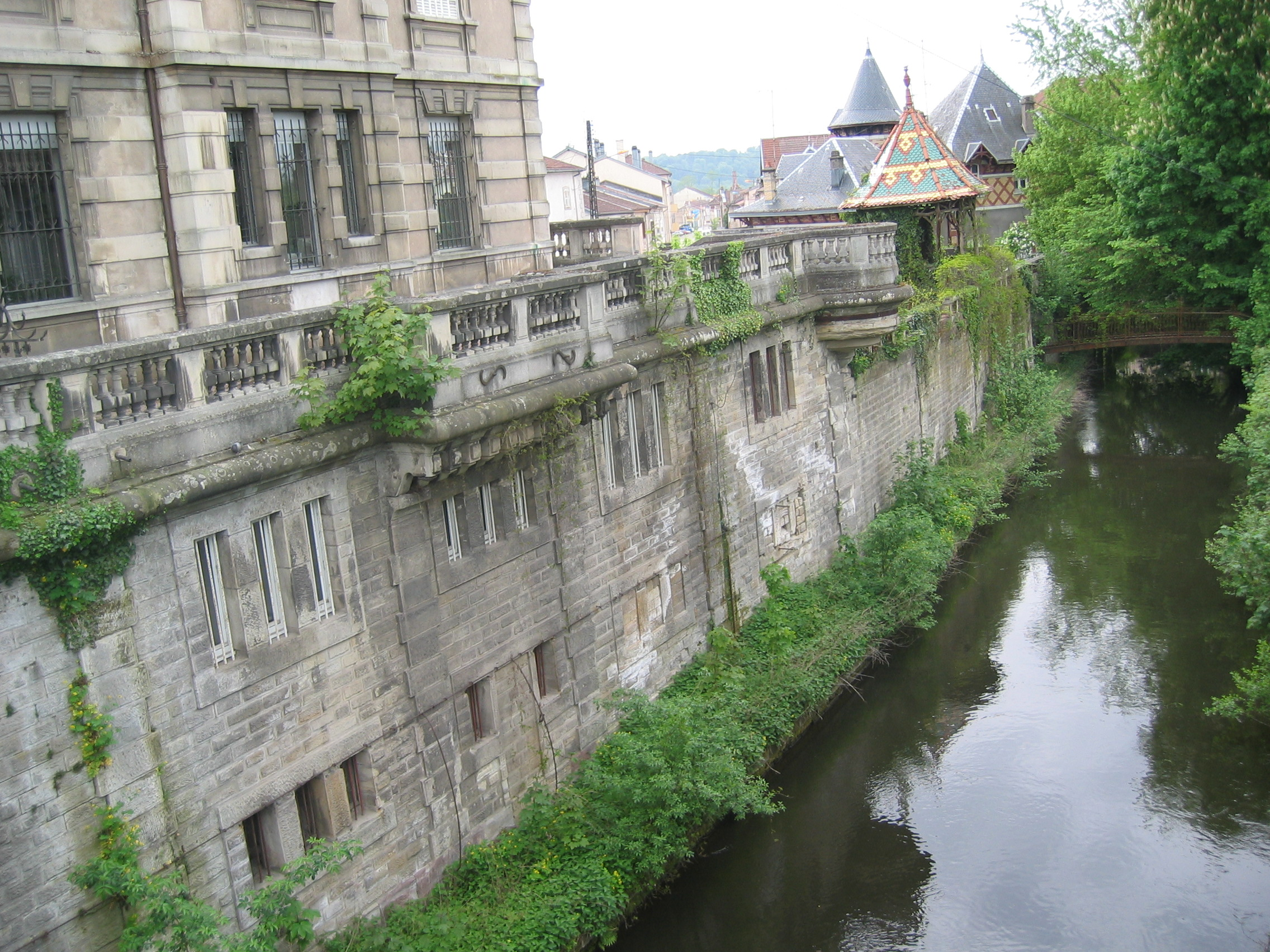
Les remparts.

Au Xe siècle, pour se protéger des raids hongrois qui ravageaient la région, les comtes de Toul construisent un château fort agrémenté d'une enceinte fortifiée. La dénomination Carpini, qui a donné Charmes, fait alors référence à l'importante forêt d'arbres du même nom qui la borde.
Lors du XIVe siècle, la ville est rattachée au duché de Lorraine. Elle subit également les ravages de la peste, de la famine, et des brigandages. Charmes est pillée et incendiée en 1475 par le duc Charles le Téméraire, duc de Bourgogne, alors en guerre contre le duc de Lorraine.
Pendant la guerre de Trente Ans, Richelieu et Charles IV de Lorraine signent le célèbre traité de Charmes en 1633. Charles IV reprend cependant rapidement les armes. En représailles, les Français brûlent Charmes en 1635. S'ensuivirent le démantèlement des fortifications puis les pillages, les épidémies et la misère jusqu'à la fin du siècle. Lors du XVIIIe siècle désormais en paix la ville retrouve peu à peu sa prospérité en attendant le rattachement de la Lorraine à la France en 1766.
Charmes subit une nouvelle destruction en 1870, lors de la guerre avec la Prusse : elle ne sera libérée que trois ans plus tard.

### Première Guerre mondiale
La bataille de la trouée de Charmes s’est déroulée au début de la Première Guerre mondiale, du 24 août au 26 août 1914.

### Seconde Guerre mondialeet reconstruction
En 1944, lors de la libération de la France, les derniers occupants allemands évacuent la ville le 1er septembre. Le lendemain 2 septembre, le maquis du lieutenant Paul Martin prend l'hôtel de ville. Mais le 3 septembre, deux automobiles de la Feldgendarmerie allemande parcourent les rues, elles sont alors attaquées par les maquisards. Les véhicules sont mis hors d'usage, un feldgendarme est tué, un autre est fait prisonnier mais les autres parviennent à s'échapper. L'après-midi une troupe allemande forte de 300 soldats d'infanterie appuyés par trois blindés arrive par la route d'Essegney'. Après un engagement avec les maquisards, et la perte d'un blindé sur une mine, ils se retirent dans la soirée. Le lundi 4 septembre, à défaut d'attaque allemande, les FFI essayent de renforcer leurs défenses. Mais ils sont faiblement armés : quatre mitrailleuses, quelques mitraillettes et de vieux fusils Lebel. À la tombée de la nuit, 600 Waffen SS attaquent. Après une résistance sur le pont de la Moselle, le combat se poursuit dans le village. Le lendemain, 5 septembre les Allemands, maîtres des lieux, se livrent au pillage, incendient la ville et déportent plus de 150 personnes. dans les camps de concentration. 100 d'entre eux ne reviendront pas dont le maire, Henri Breton, âgé de 76 ans, qui s'était proposé lui-même de partir avec les désignés au départ. La ville ne sera libérée que le 12 septembre par les Américains, les Allemands l'évacuant après un violent bombardement de l'artillerie alliée.
Des témoignages émouvants de solidarité sont apportés de tous côtés, en particulier de Madagascar et par l'Association américaine « Arcanum et 75e Division Fondation ».
La commune a été décorée de la Croix de guerre 1939-1945.

## Politique et administration

### Liste des maires
| Période                                  | Période               | Identité             | Étiquette    | Qualité |
| ---------------------------------------- | --------------------- | -------------------- | ------------ | --- |
| Les données manquantes sont à compléter. |                       |                      |              | |
| mai 1913                                 | mai 1925              | Étienne Simard       |              | |
| mai 1925                                 | décembre 1944         | Henri Breton         |              | |
| décembre 1944                            | mai 1945              | René Fafournoux      |              | |
| mai 1945                                 | octobre 1947          | Georges Pauly        |              | |
| octobre 1947                             | août 1954             | René Didierjean      |              | |
| août 1954                                | mars 1959             | Georgette Didierjean |              | |
| mars 1959                                | novembre 1965         | Gaston Arnould       |              | |
| novembre 1965                            | mars 1989             | Marcel Gourmand      | UDR puis RPR | Brasseur Conseiller général du canton de Charmes (1973 → 1976) |
| mars 1989                                | mars 1992             | Jean Felten          | RPR          | |
| avril 1992                               | mars 2001             | Marcel Martin        | Centriste    | Conseiller d'État Ancien sénateur de Meurthe-et-Moselle (1965 → 1974) Ancien maire de Nancy (1970 → 1977) Élu à la suite de l'élection municipale partielle des 5 et 13 avril 1992 |
| mars 2001                                | mars 2014             | Gilbert Claudel      | PS           | Juge au tribunal de commerce puis conseiller prud’homal |
| mars 2014                                | juin 2020             | Robert Colin         | UDI          | Ingénieur Conseiller départemental du canton de Charmes (2015 → ) |
| juin 2020                                | juin 2023 (démission) | Patrick Bœuf         | DVD          | Géomètre, ancien adjoint Vice-président de la CA d'Épinal (2020 → ) |
| octobre 2023                             | En cours              | Raphaël Michelet     | SE           | Cadre |

### Budget et fiscalité 2022

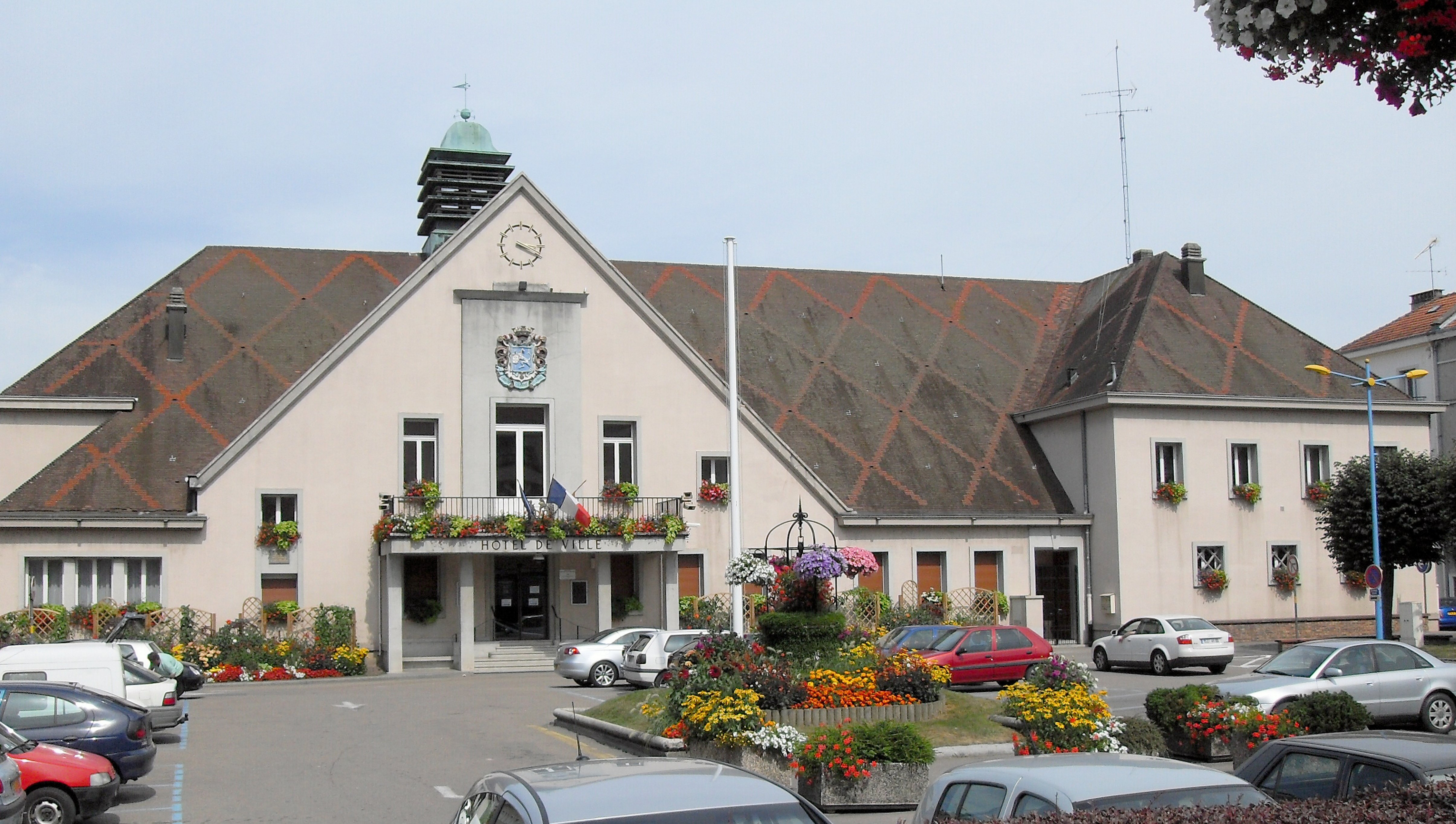
Hôtel de ville.

En 2022, le budget de la commune était constitué ainsi :
- total des produits de fonctionnement : 5 687 000 €, soit 1 199 € par habitant ;
- total des charges de fonctionnement : 5 265 000 €, soit 1 110 € par habitant ;
- total des ressources d'investissement : 1 005 000 €, soit 212 € par habitant ;
- total des emplois d'investissement : 918 000 €, soit 193 € par habitant ;
- endettement : 1 063 000 €, soit 224 € par habitant.

Avec les taux de fiscalité suivants :
- taxe d'habitation : 11,20 % ;
- taxe foncière sur les propriétés bâties : 43,22 % ;
- taxe foncière sur les propriétés non bâties : 28,21 % ;
- taxe additionnelle à la taxe foncière sur les propriétés non bâties : 0,00 % ;
- cotisation foncière des entreprises : 0,00 %.

Chiffres clés Revenus et pauvreté des ménages en 2020 : médiane en 2020 du revenu disponible, par unité de consommation : 19 600 €.

### Jumelages
Bertrix (Belgique) depuis 1967.

## Population et société

### Démographie

#### Pyramide des âges
L'évolution du nombre d'habitants est connue à travers les recensements de la population effectués dans la commune depuis 1793. Pour les communes de moins de 10 000 habitants, une enquête de recensement portant sur toute la population est réalisée tous les cinq ans, les populations de référence des années intermédiaires étant quant à elles estimées par interpolation ou extrapolation. Pour la commune, le premier recensement exhaustif entrant dans le cadre du nouveau dispositif a été réalisé en 2006.

En 2022, la commune comptait 4 489 habitants, en évolution de −4,61 % par rapport à 2016 (Vosges : −2,96 %, France hors Mayotte : +2,11 %).
| 1793  | 1800  | 1806  | 1821  | 1831  | 1836  | 1841  | 1846  | 1856  |
| ----- | ----- | ----- | ----- | ----- | ----- | ----- | ----- | ----- |
| 2 582 | 2 686 | 2 741 | 2 729 | 2 962 | 2 920 | 2 883 | 3 023 | 3 034 |

| 1861  | 1866  | 1872  | 1876  | 1881  | 1886  | 1891  | 1896  | 1901  |
| ----- | ----- | ----- | ----- | ----- | ----- | ----- | ----- | ----- |
| 3 059 | 3 090 | 3 026 | 3 138 | 3 250 | 3 308 | 3 362 | 3 644 | 3 696 |

| 1906  | 1911  | 1921  | 1926  | 1931  | 1936  | 1946  | 1954  | 1962  |
| ----- | ----- | ----- | ----- | ----- | ----- | ----- | ----- | ----- |
| 4 092 | 4 138 | 4 151 | 4 332 | 4 189 | 4 105 | 3 783 | 5 030 | 5 177 |

| 1968  | 1975  | 1982  | 1990  | 1999  | 2006  | 2011  | 2016  | 2021  |
| ----- | ----- | ----- | ----- | ----- | ----- | ----- | ----- | ----- |
| 5 221 | 5 702 | 5 225 | 4 721 | 4 665 | 4 561 | 4 641 | 4 706 | 4 557 |

| 2022  | - | - | - | - | - | - | - | - |
| ----- | - | - | - | - | - | - | - | - |
| 4 489 | - | - | - | - | - | - | - | - |

### Enseignement
Établissements d'enseignements :
- Écoles maternelles et primaires à Charmes, Essegney, Vincey.
- Collèges à Charmes, Châtel-sur-Moselle.
- Lycées à Thaon-les-Vosges, Mirecourt, Roville-aux-Chênes.

### Santé
Professionnels et établissements de santé :
- Médecins à Charmes, Vincey, Nomexy, Châtel-sur-Moselle.
- Pharmacies à Charmes, Vincey, Nomexy, Châtel-sur-Moselle.
- Centre hospitalier Émile-Durkheim à Épinal et établissements de santés à Charmes, Châtel-sur-Moselle, Mirecourt.

### Cultes
- Culte catholique, Paroisse Saint-Nicolas-du-Haut-du-Mont[45], Diocèse de Saint-Dié.

## Économie

### Entreprises et commerces

#### Agriculture
- Culture de légumes, de melons, de racines et de tubercules.
- Élevage de vaches laitières.
- Élevage d'autres animaux.
- Exploitation forestière.

#### Tourisme
- Hébergements et restauration à.

#### Industries
- Grandes brasseries de Charmes : pendant 107 ans de 1864 à 1971, la ville de Charmes a brassé de nombreuses bières dont Kanterbräu et fut l'une des plus grandes brasseries françaises[46] en produisant 70 000 hectolitres de bière annuellement parmi les 2 732 brasseries existantes en France à la fin du XIXe siècle.
- Société Patisfrance[47],[48] : en 1946 fut créée la société Patisfrance, qui associait à la conserverie d'avant-guerre Paul Dufour, quatre autres fabricants de produits pour la pâtisserie : fusion caractéristique de l'économie moderne. Ce groupe est aujourd'hui un leader européen dans le domaine des fruits secs et en conserve. Il exporte dans 35 pays, répartis sur cinq continents, mirabelles, quetsches et myrtilles de Lorraine. En 2022, Puratos investit 4 millions d'euros pour fournir du levain liquide à 10 000 boulangers-pâtissiers français[49].
- Trane : entreprise d'origine américaine fabriquant des équipements aérauliques et frigorifiques industriels, installée depuis 1974[50].
- Richard-Ducros : usine métallurgique fabriquant des structures métalliques, installée depuis 1962. Mise en liquidation judiciaire en 2011, l'entreprise a été rachetée depuis lors par le groupe Matière[51] et a pu conserver ses employés.
- United Springs : entreprise spécialisée dans la fabrication en petites et moyennes séries, de ressorts de compression (fil rond, ovoïde et courbes) de torsion, de traction de 0,15 à 16 mm de diamètre, ainsi que des pièces façonnées cambrées en fil et en feuillard dans une grande variété de matières[52].

## Culture locale et patrimoine

### Lieux et monuments

#### Monuments
- L'hôtel de ville et ses trois cloches fondues par Maurice et Amédée les Bonnevie vers 1770[53].
- Près de la chapelle Notre-Dame-de-Grâce, bas-relief de Jean Lambert-Rucki montrant le Miracle de Saint Arnould[54], patron des brasseurs à l'angle de mur des anciennes brasseries.
- La maison du Chaldron, dite « maison des Loups »[55],[56],[57] avec ses façades Renaissance ; ancienne propriété du duc Charles III de Lorraine, elle fut le lieu de signature du traité de Charmes, entre le cardinal de Richelieu et Charles IV de Lorraine. Elle est maintenant la propriété de la ville de Charmes. Rénovée en 2009, elle est destinée à devenir une maison du tourisme et de la culture[58],[59].
- Monument aux morts 1914-1918, monument aux morts 1939-1945, Vitrail de la déportation, Stèle commémorative, monument de Lorraine, plaque commémorative, plaque commémorative SNCF 1939-1945, carré militaire[60] :
  - monument de Lorraine en mémoire de la célèbre bataille de la trouée de Charmes (1914-1918) au Haut du Mont[61] ;
  - monument aux morts, œuvre du sculpteur Joseph Rivière (1912-1961)[62],[63],[64] ;
  - stèle des Déportés, route d'Essegney[65].
- Vestiges des remparts de la ville de Charmes (XVe siècle).

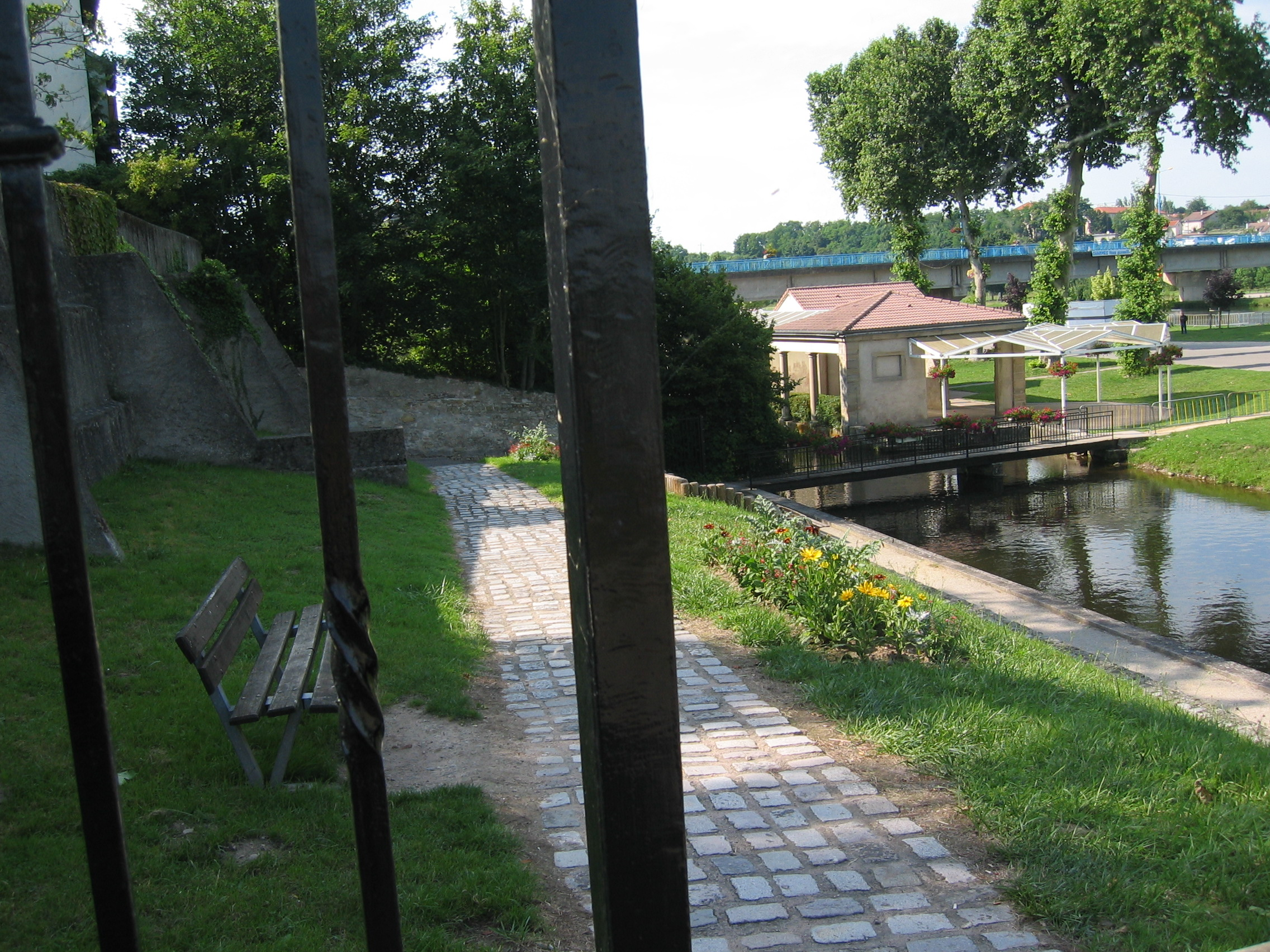
Lavoirs situés près du port.
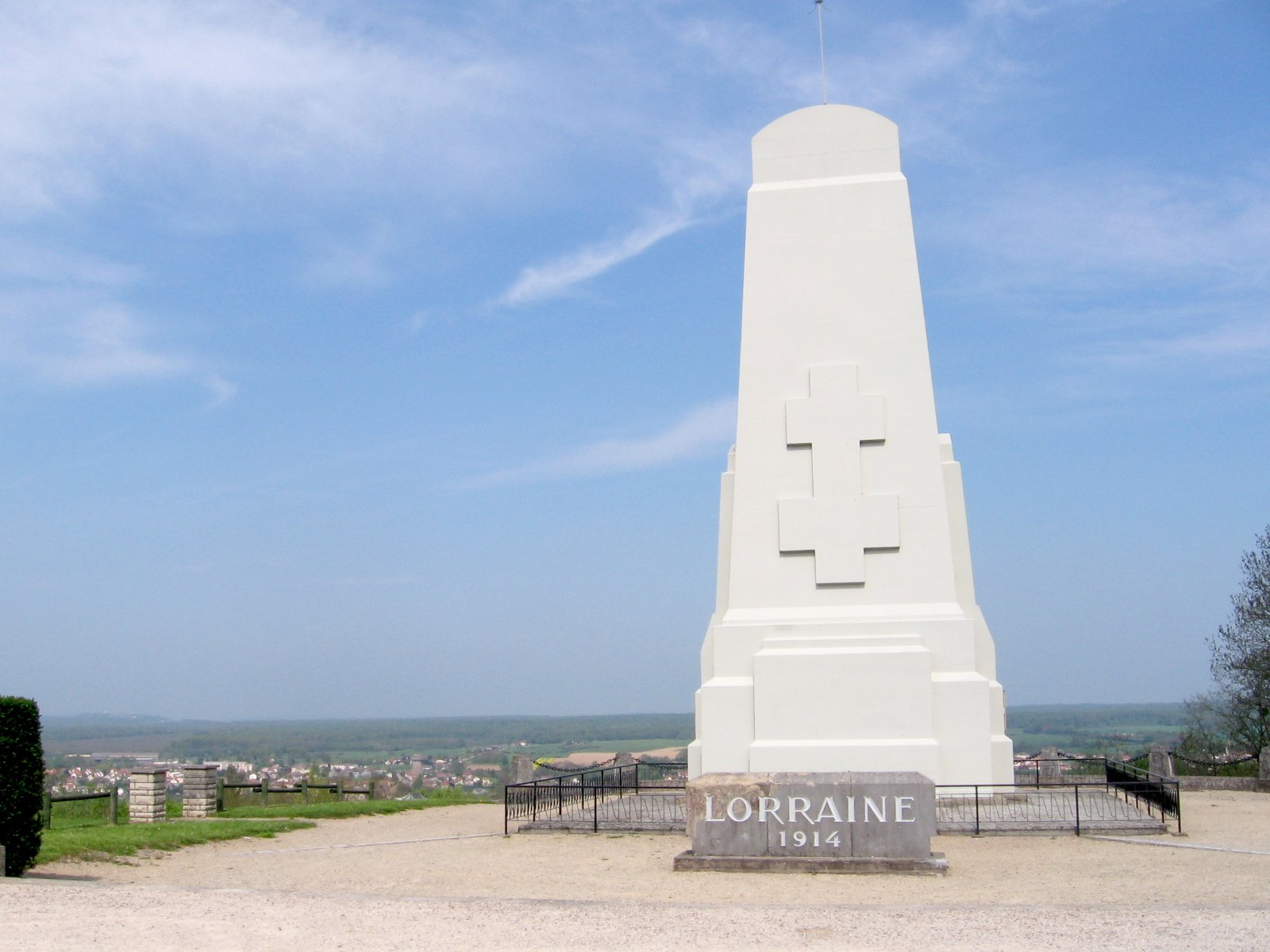
Monument de Lorraine.
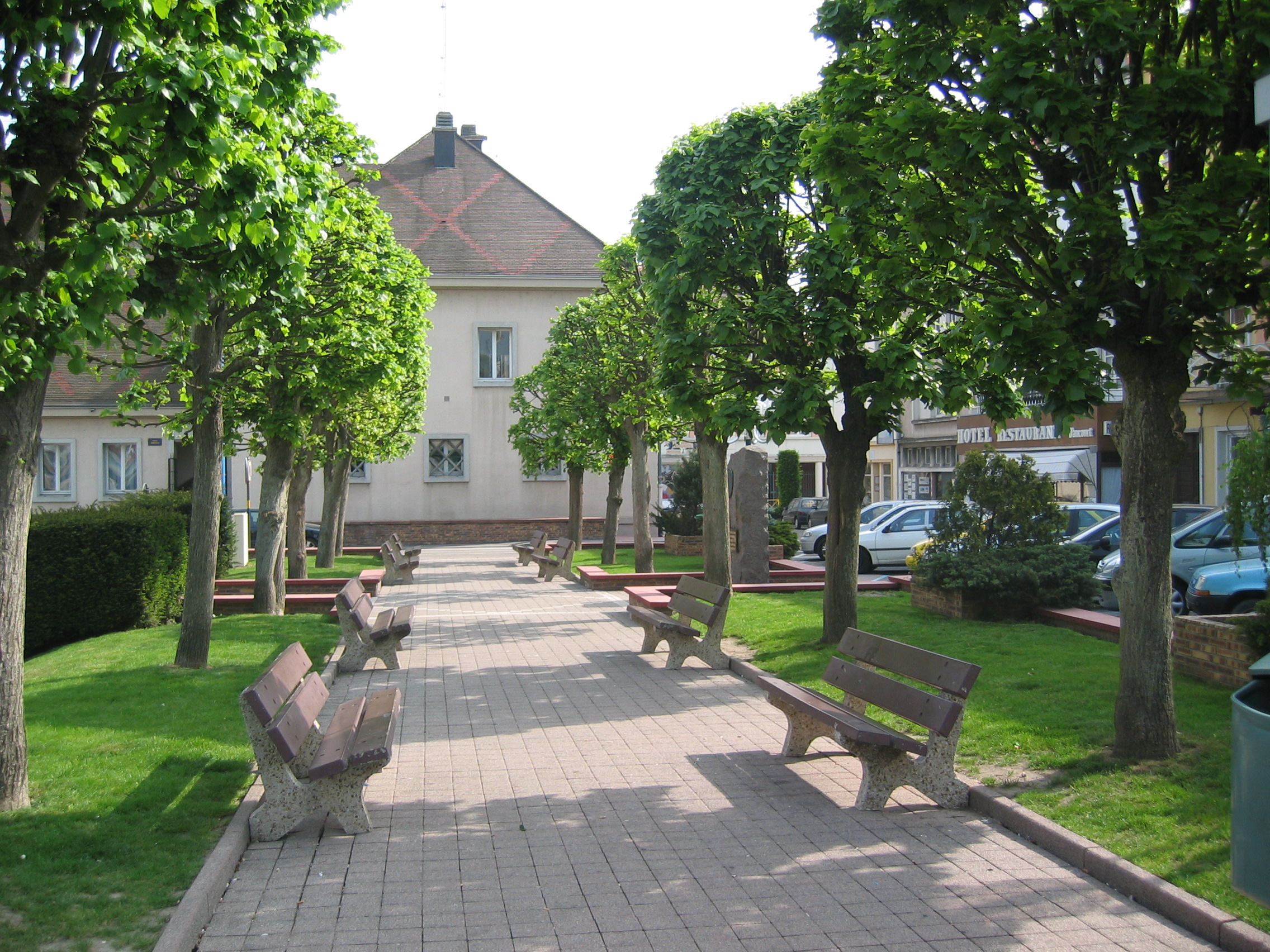
Petit parc convivial devant la mairie.
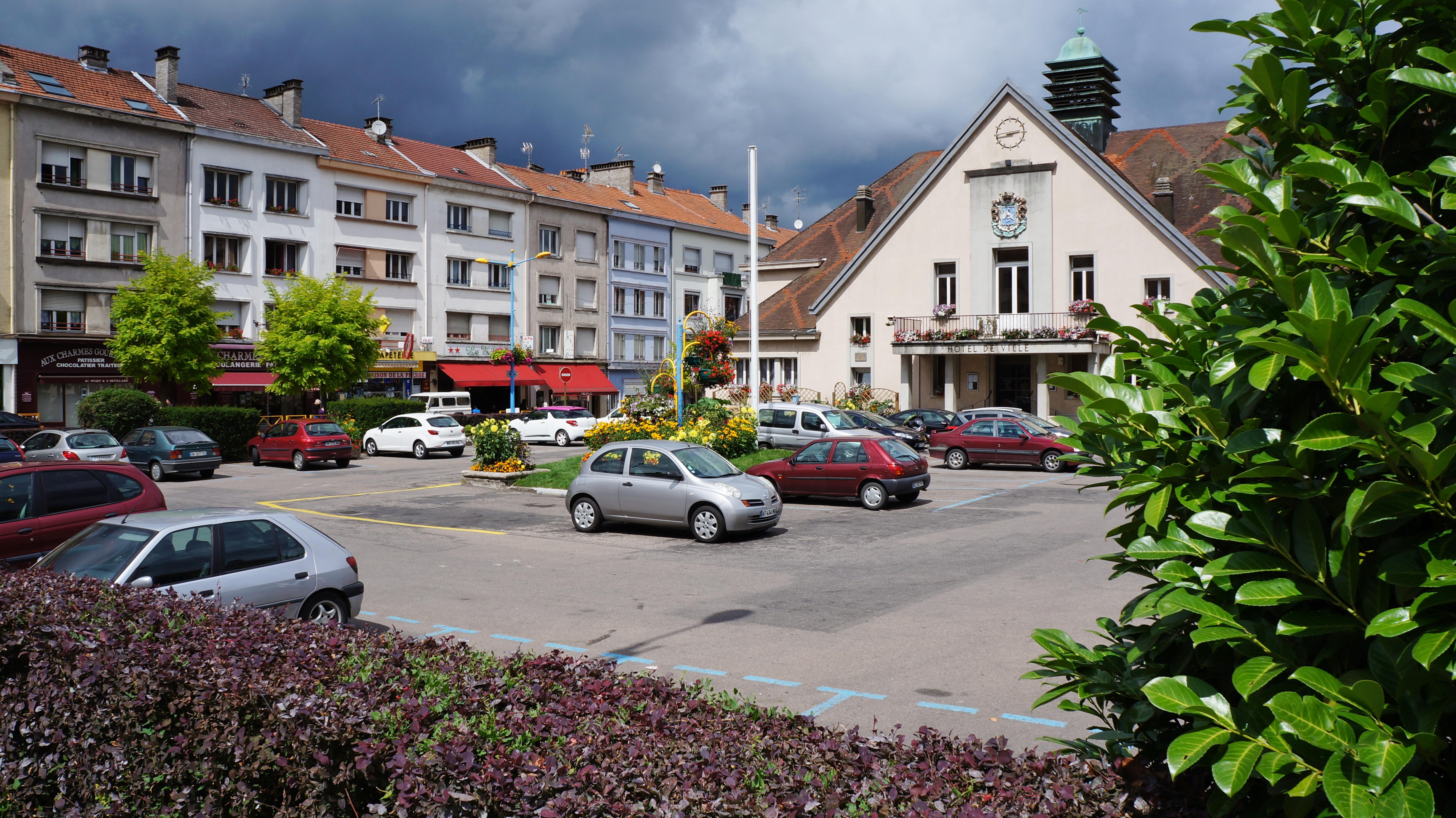
Mairie
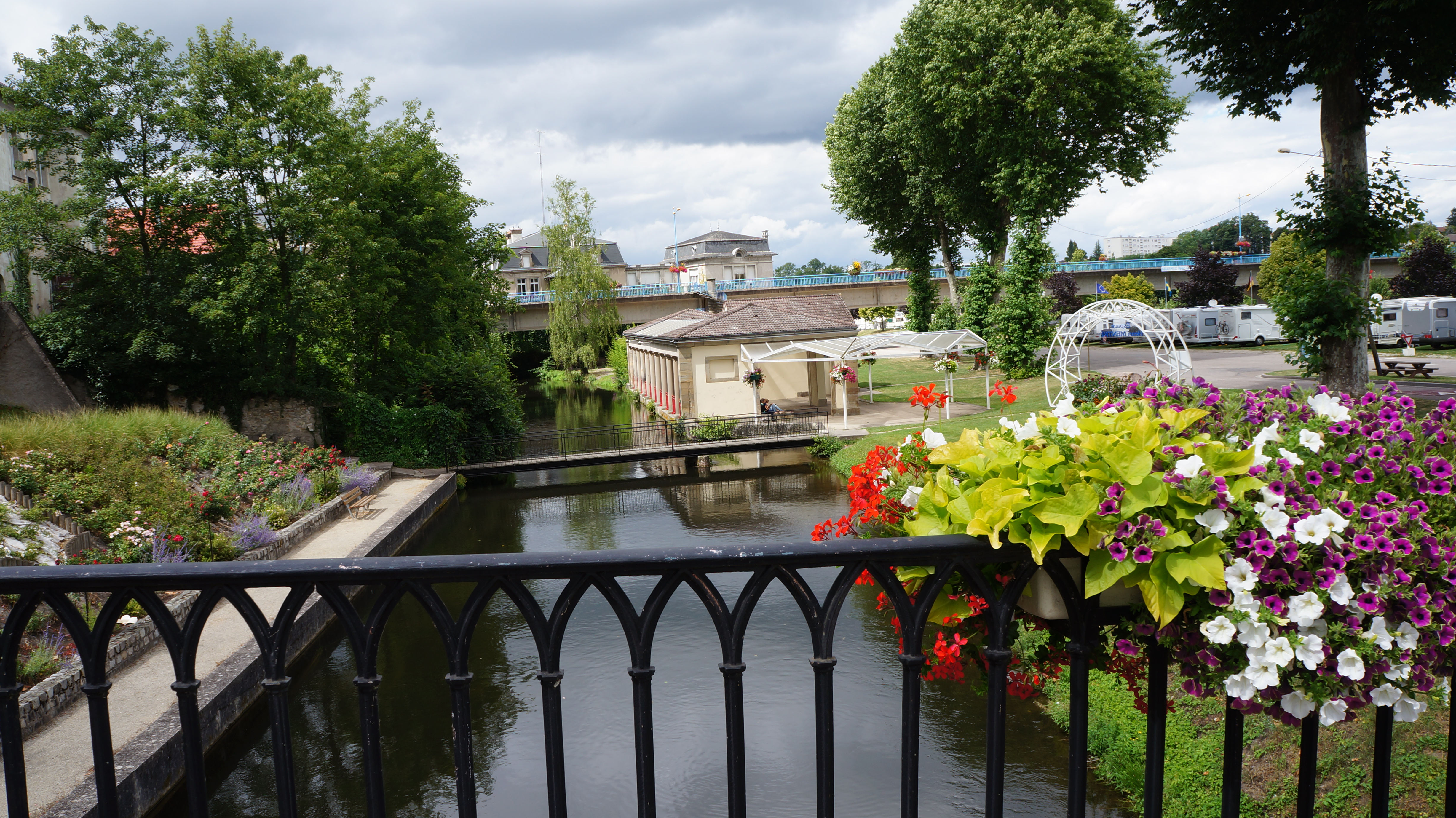
Lavoirs en 2012
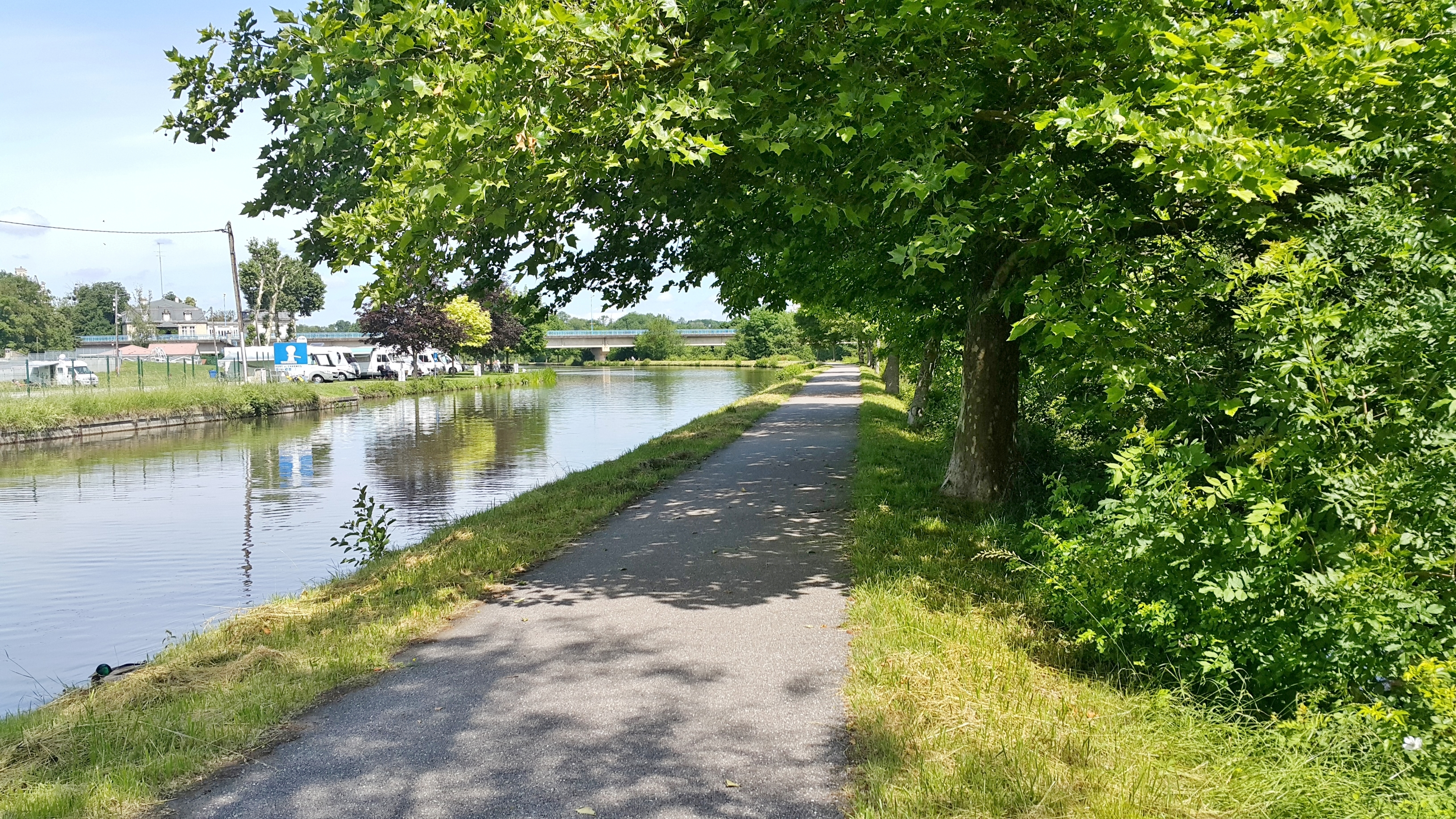
Bord du canal chemin de promenade
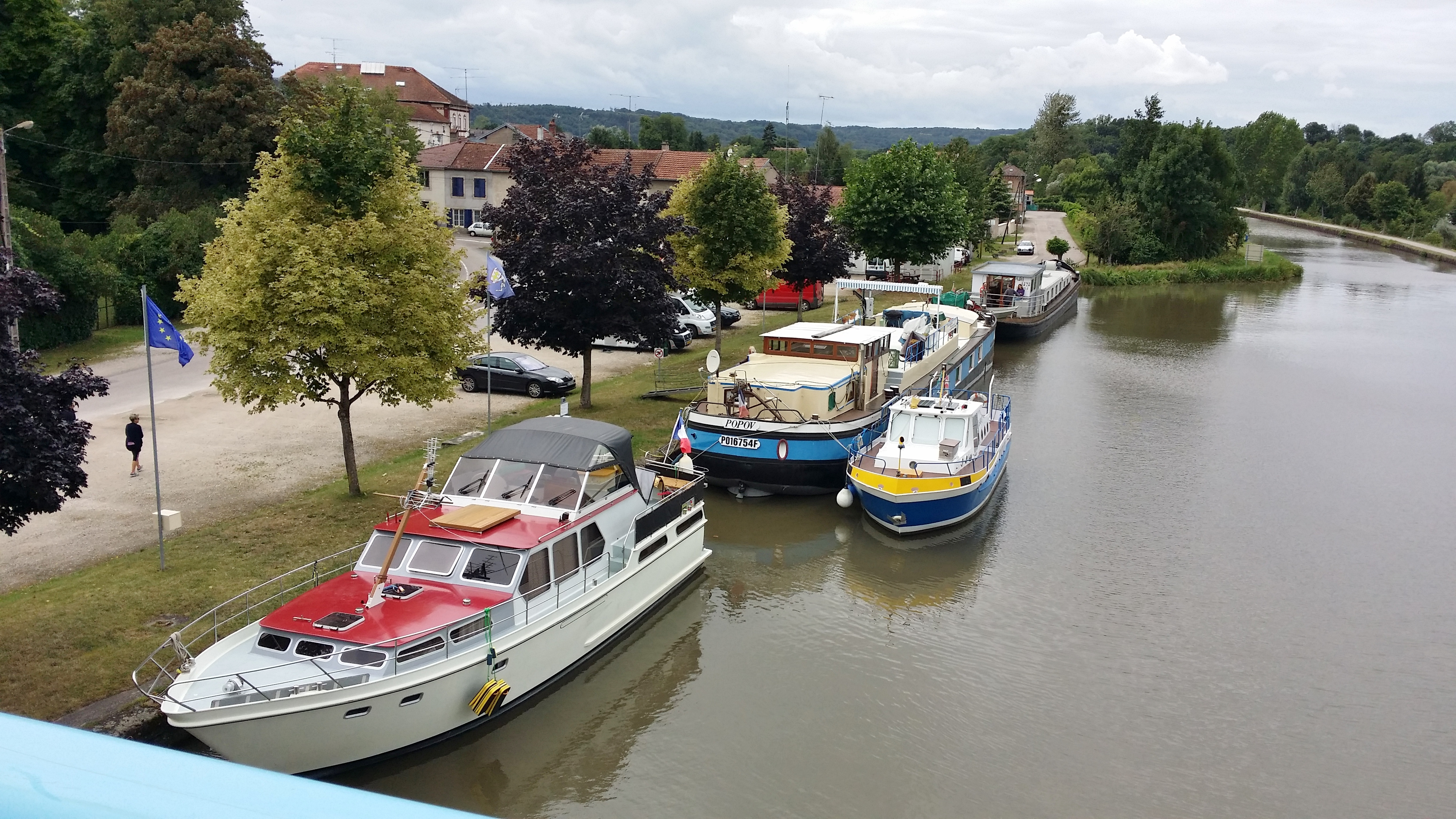
Le port
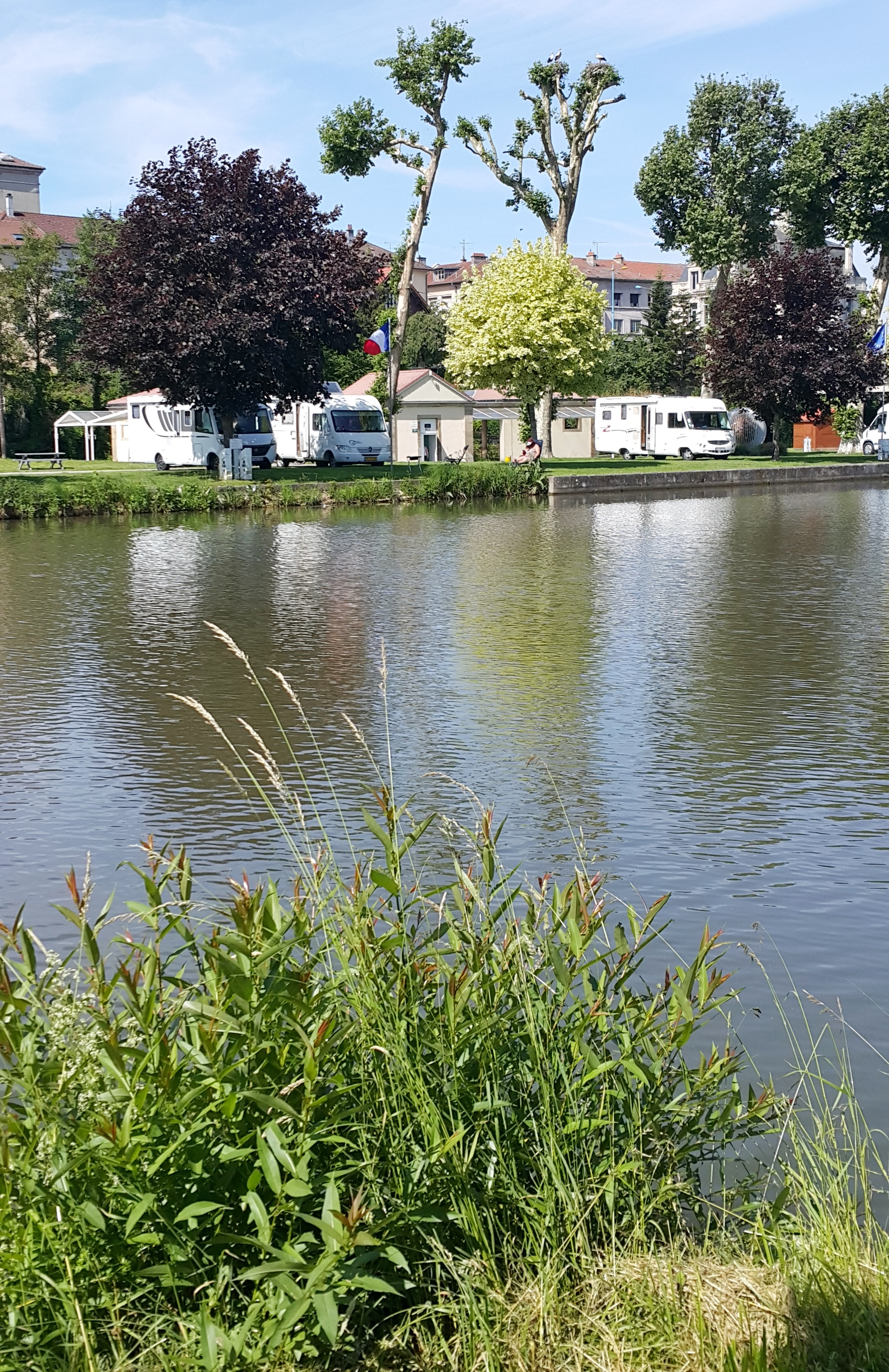
Les cigognes s'installent à Charmes
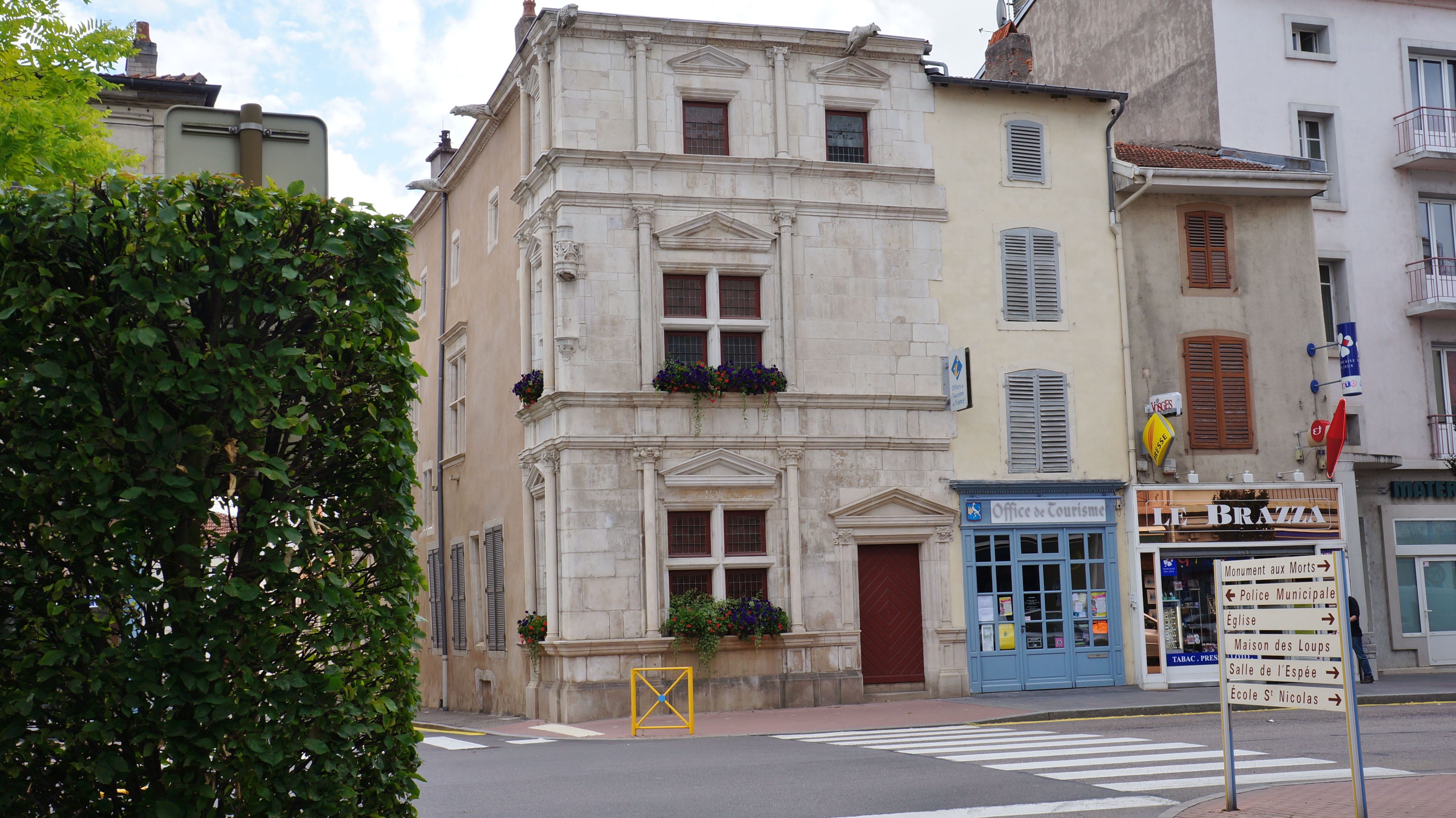
Maison du Chaldron après restauration

#### Monuments religieux

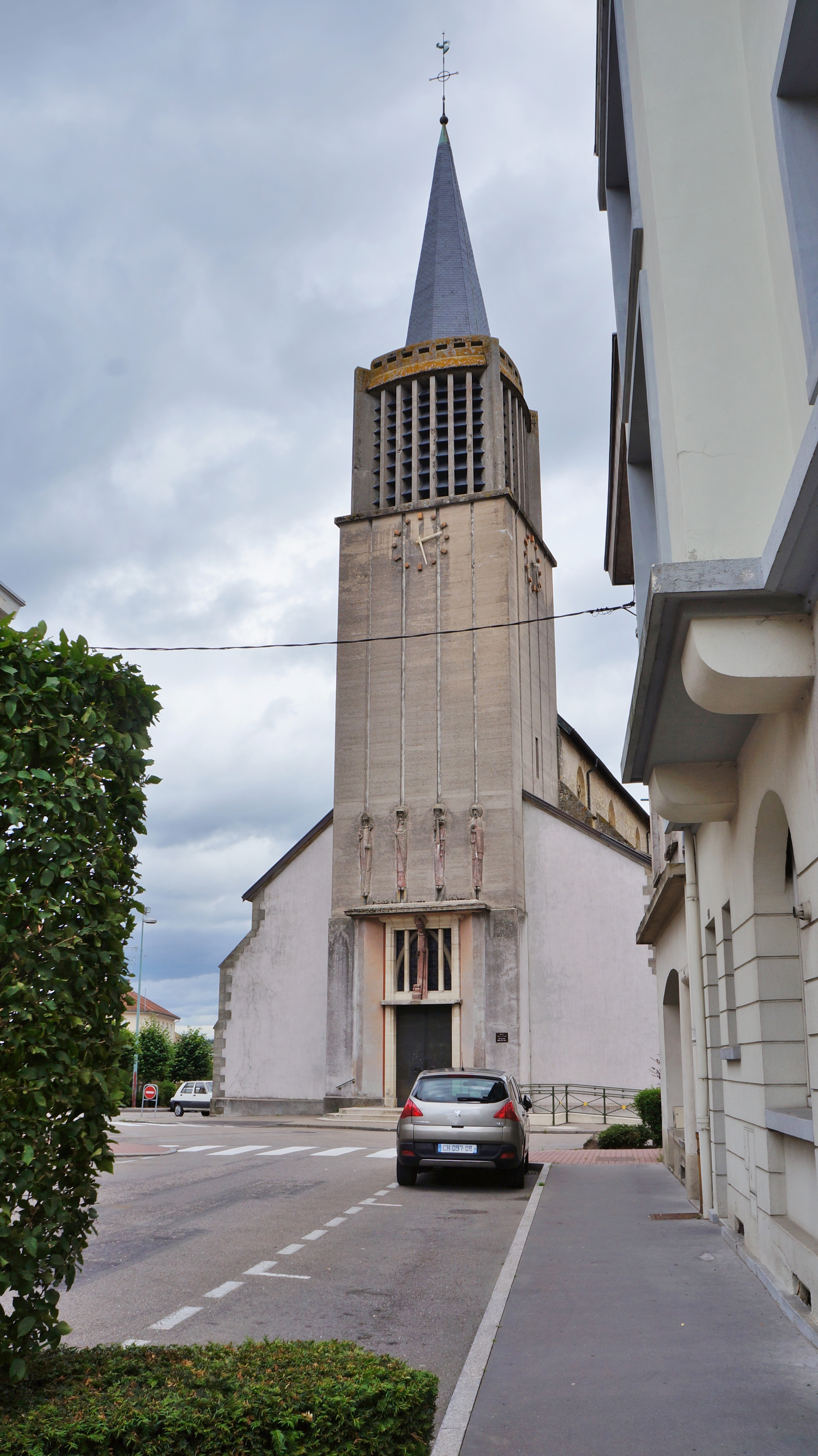
Eglise Saint Nicolas
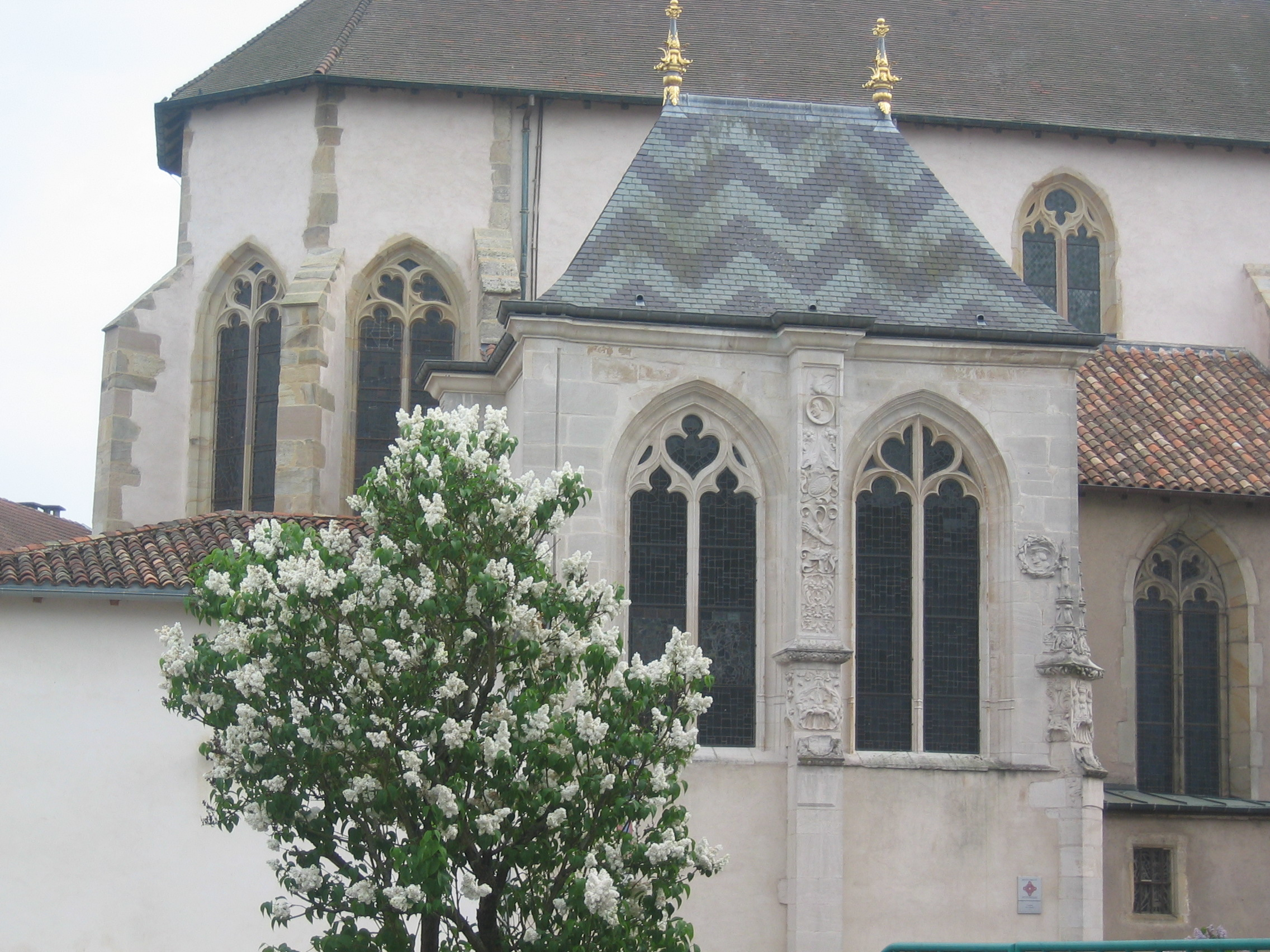
Chapelle Saint-Hubert
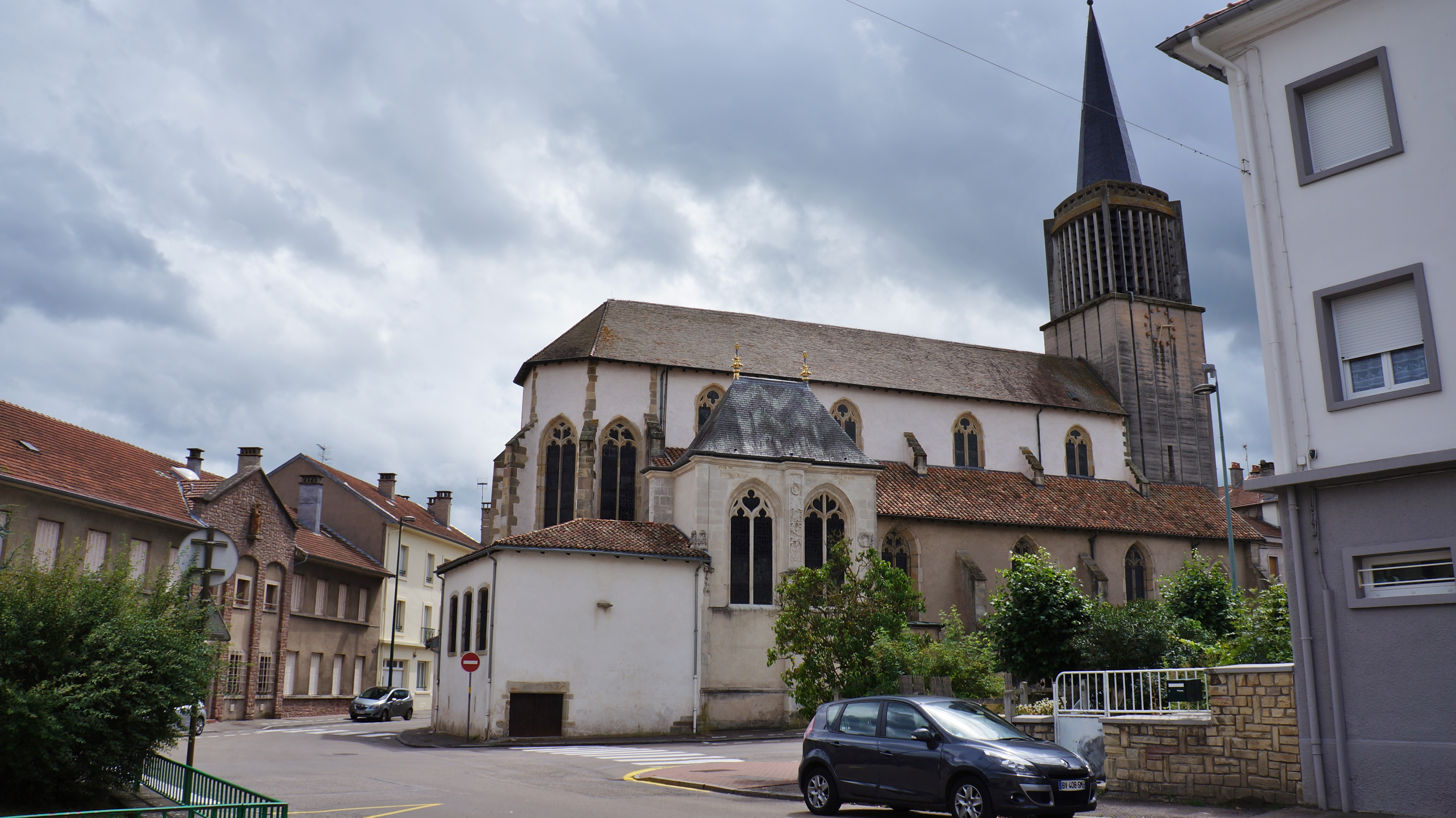
Eglise Saint Nicolas de côté

- Église Saint-Nicolas[66], fin XVe siècle (1493) :
  - trois cloches datées vers 1770[67] ;
  - un vitrail dit des trois morts et des trois vifs, représentation montrant trois jeunes gentilshommes interpellés dans un cimetière par trois morts, qui leur rappellent la brièveté de la vie et l'importance du salut de leur âme ;
  - l'orgue de l'église a été construit par Jacquot-Lavergne en 1956[68],[69],[70] ;
  - la chapelle Saint-Hubert fait l’objet d’un classement au titre des monuments historiques depuis le 13 juin 1913[71]. Le reste de l'église fait l’objet d’une inscription au titre des monuments historiques depuis le 3 juillet 1926[71].
- Chapelle des morts dédiée à Notre-Dame-de-Grâce, rue des capucins et plus anciennement à Notre-Dame-de-Pitié[72], fondée vers 1480 par Jean Thomassin dit Le Petit Thomassin[73], avec ses statues des XIVe et XVIe siècles. Elle fut parfois connue sous le nom de Chapelle du cimetière, un cimetière l'ayant entourée jusqu'à la fin du XIXe siècle. Le fondateur, Le Petit Thomassin, y fut inhumé comme le rappelle une inscription près de l'autel : « Cy gist le petit Thomassin de Charme fondateur de ceste chapelle qui trespassa le 24 mars 1498 »[74].
- Cimetière[75].
- Les juifs forment dans la deuxième moitié du XIXe siècle douze communautés : Bruyères, Charmes, Épinal, Gérardmer, Lamarche, Neufchâteau, Rambervillers, Raon-l'Étape, Remiremont, Saint-Dié, Senones, Le Thillot. Chacune de ces communautés dispose d'un cimetière et d'une synagogue[76],[77].

#### Monuments civils
- Maison de Maurice Barrès[78].
- L'écomusée du Battant dans une ancienne scierie utilisant l'énergie hydraulique[79],[80].
- Ancienne scierie centenaire de la fin du XIXe siècle fonctionnant au rythme de l'eau.
- Stèle à Maurice Barrès sur la place principale « De la campagne en toute saison, s’élève le chant des morts. Un vent léger le porte et le disperse comme une senteur. Que son appel vous oriente » (Amori et dolori sacrum, 1903).
- "La sphère et les métaux"[81].

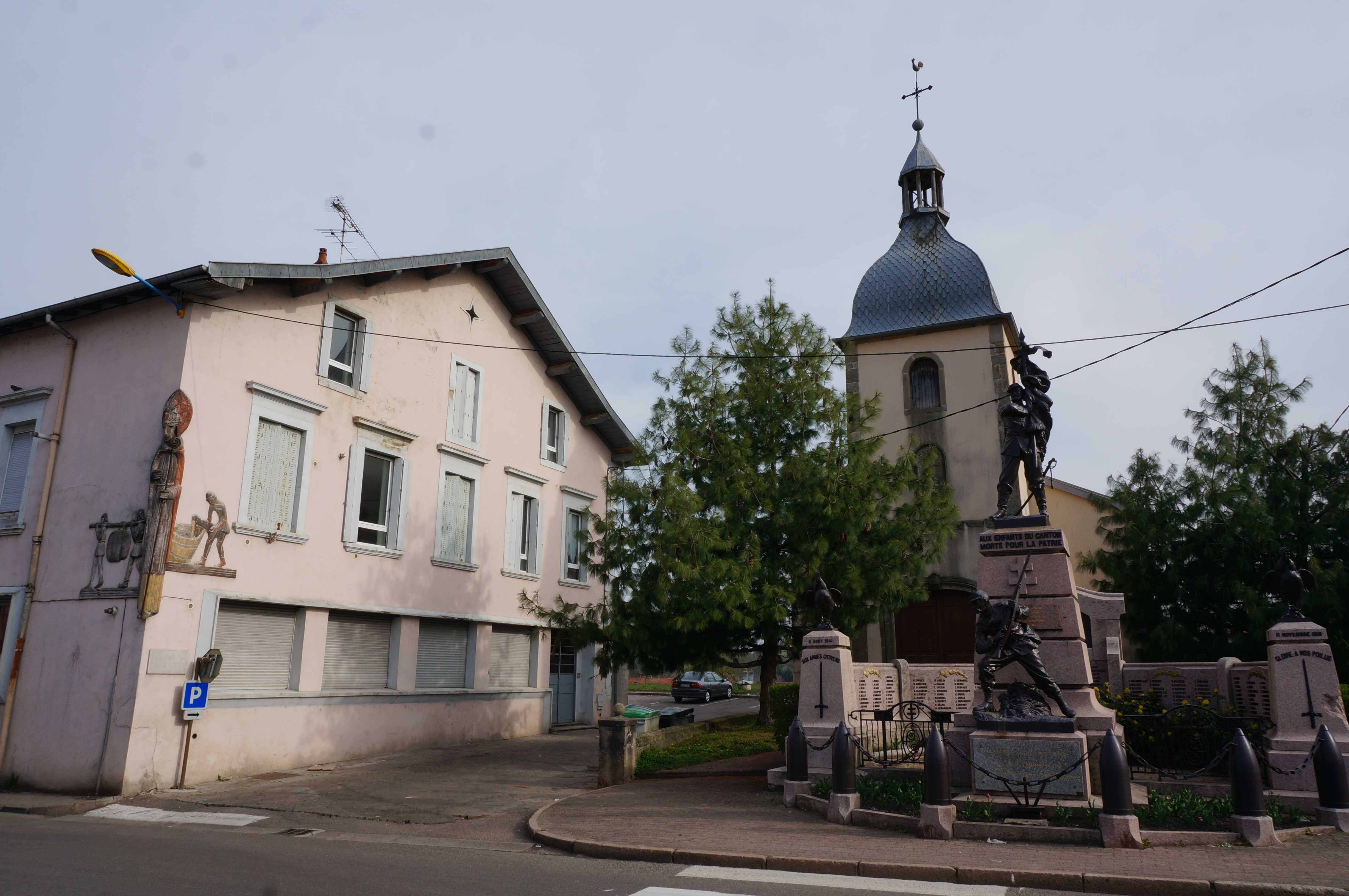
Chapelle Notre-Dame-de-Grâce, monument aux morts de 1870, statue d'Arnould à l'angle de la maison.
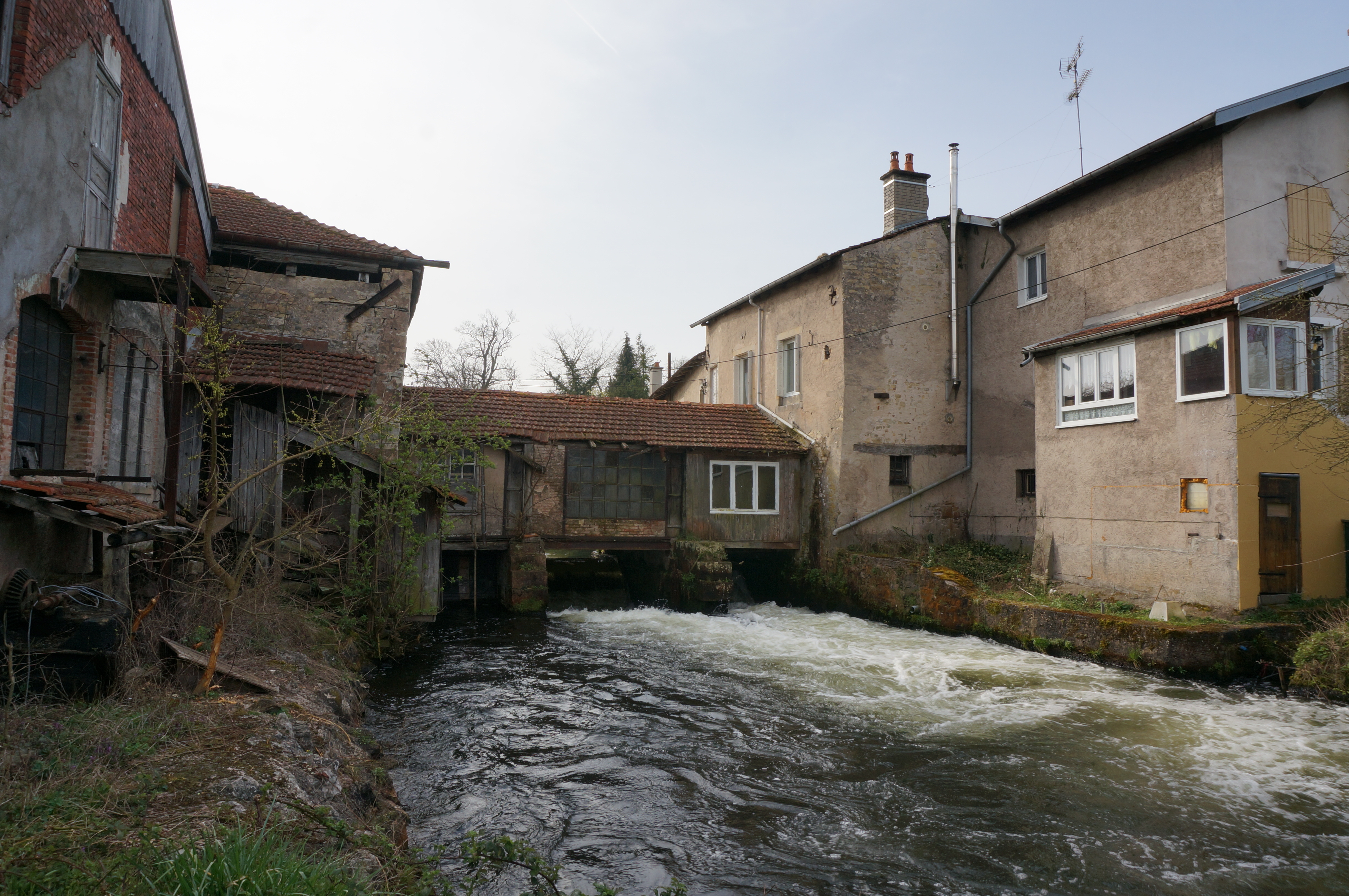
Barrage de l'écomusée.
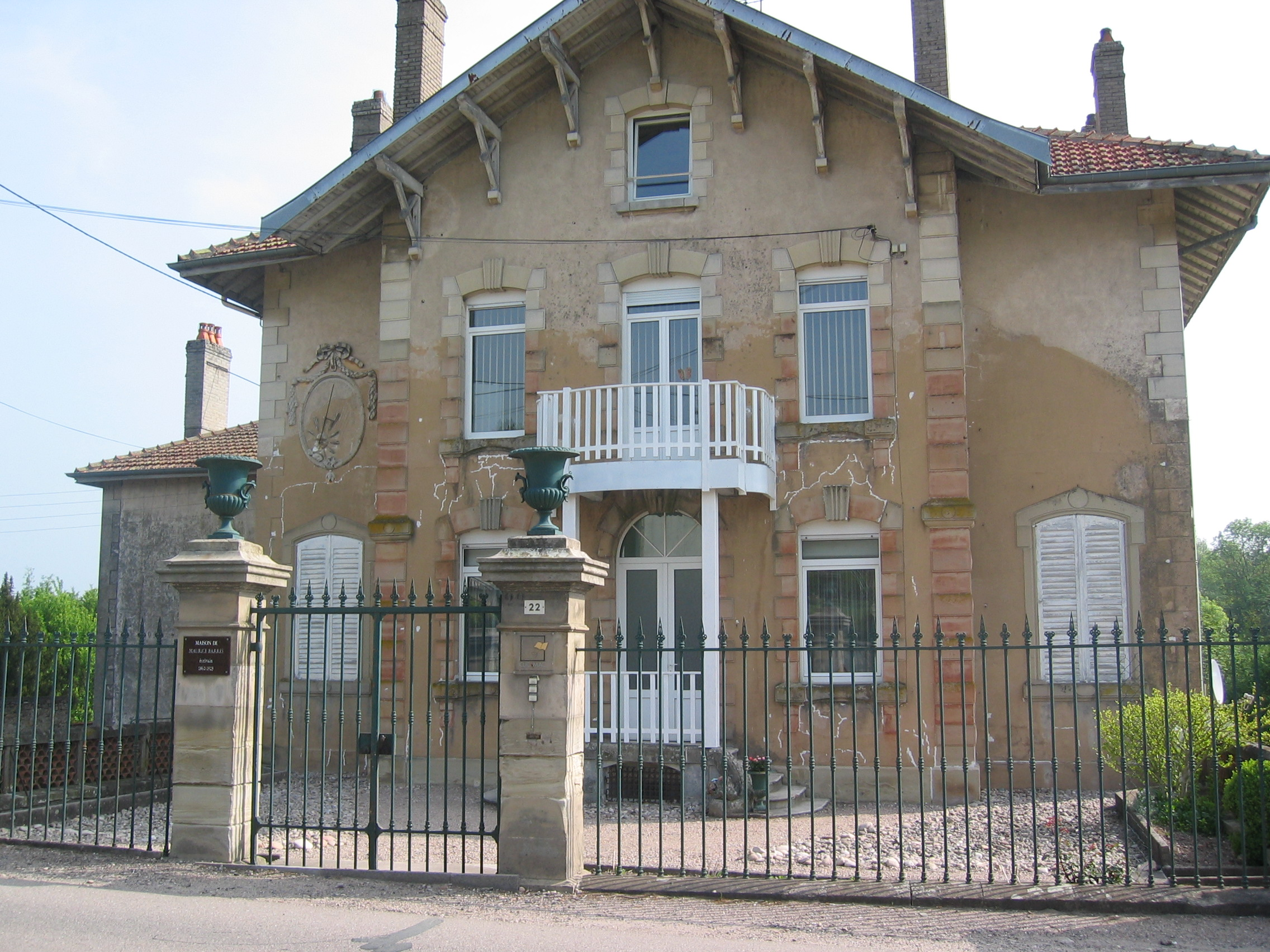
La maison de Maurice Barrès.
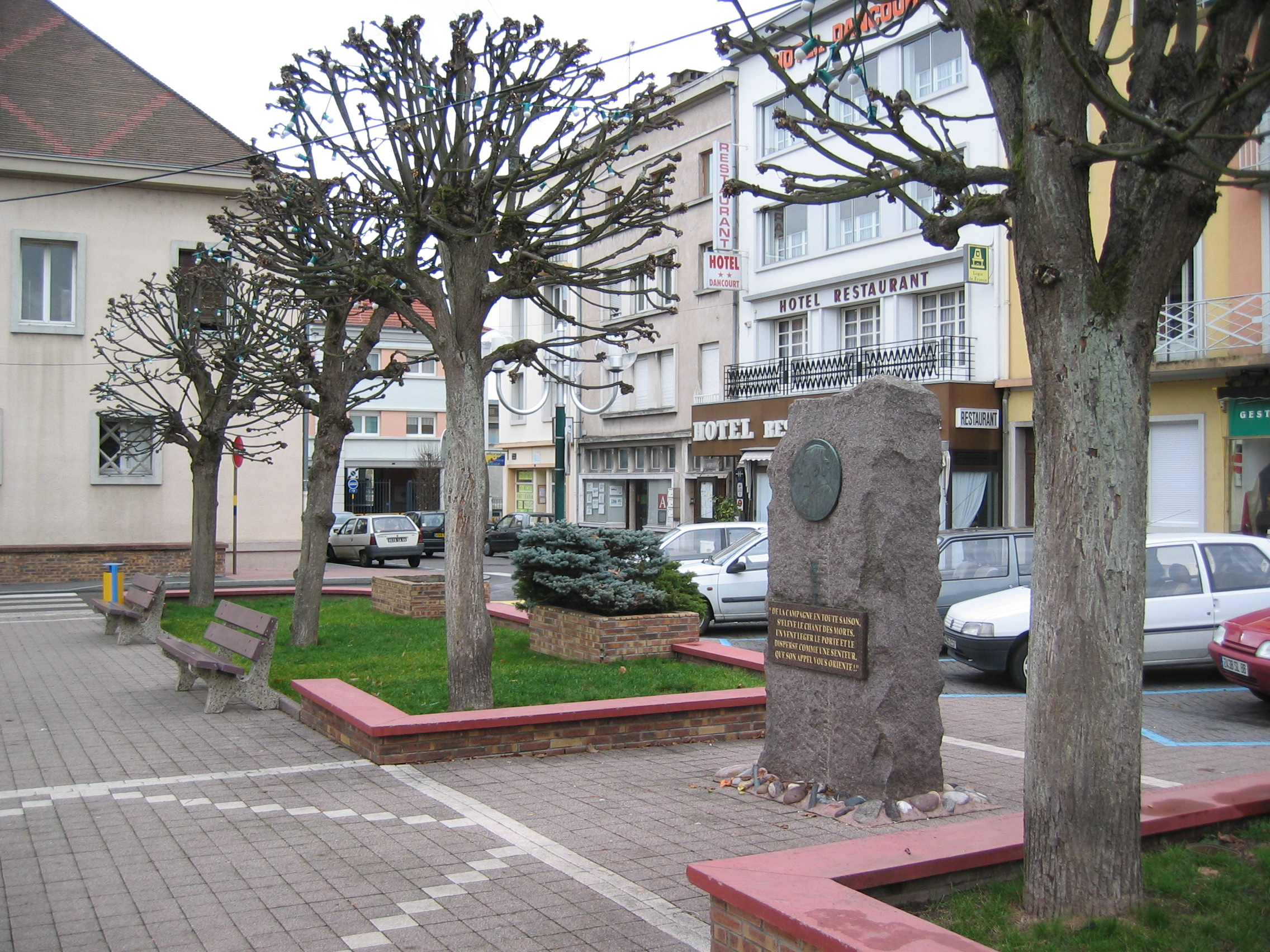
Stèle Maurice Barrès.
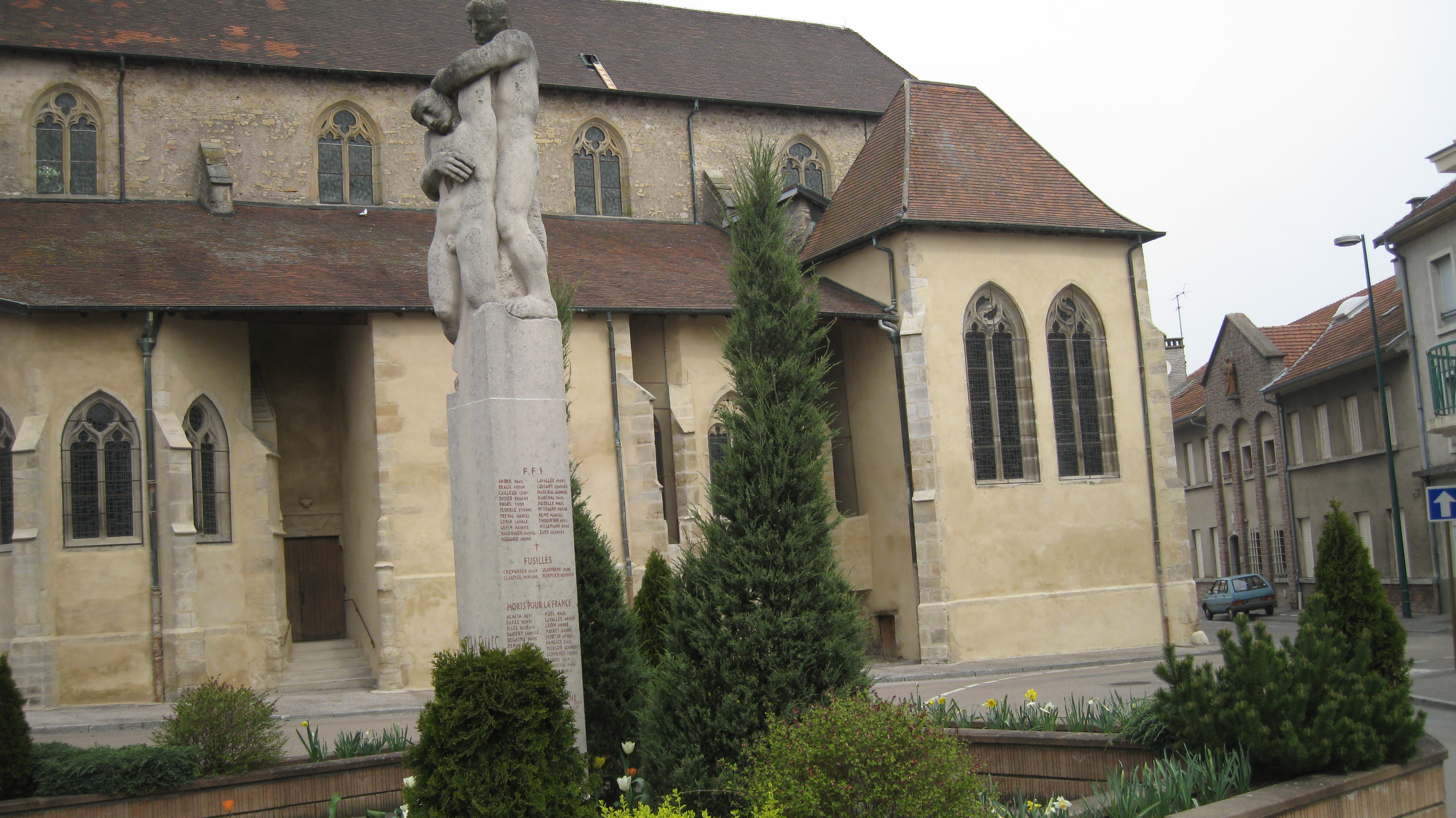
Monument aux morts 1939-1945

### Gastronomie
- Mirabelles de Lorraine.
- Fromages fermiers.
- La levrette de Charmes.

### Personnalités liées à la commune

M. Barrès par F. Valloton.

- Jean Ruyr (vers 1560-1645), auteur des Recherches des Saintes Antiquités de la Vosge.
- Georges Aulbéry, XVIe siècle–XVIe siècle, secrétaire du duc de Lorraine, écrivain[82]
- Joseph Nicolas Galland (1768-1793), curé de Charmes, député du clergé aux États généraux de 1789.
- Charles Stanislas Marion (1758-1812), général et baron de l'Empire, tué en Russie à la bataille de la Moskova.
- Claude-Eusèbe Feys (1760-1839), natif de Charmes[83], religieux créateur en 1803 du couvent de Portieux qui essaima dans le monde entier.
- Louis Léopold Buquet (1768-1838), général et baron de l'Empire, député des Vosges.
- François Xavier Roussel (1770-1807), général français de la Révolution et de l’Empire, tombé au champ d'honneur.
- Charles Joseph Buquet (1776-1838), frère cadet de Louis Léopold et comme lui général et baron d'Empire.
- Nicolas Gouvernel (1778-1854), homme politique.
- Charles Didion (1803-1882), ingénieur français.
- Joseph-François Malgaigne (1806-1865), chirurgien et historien français.
- Maurice Barrès (1862-1923), essayiste, romancier, homme politique nationaliste.
- Albert Denis (1866-1931), homme politique.
- Albert Tanant (1869-1945), général français de la Première Guerre mondiale.
- Marcel Goulette (1893-1932), ingénieur aéronautique et aviateur français.
- Philippe Barrès (1896-1975), fils de Maurice Barrès, journaliste et député.
- Jean Moulin (1899-1943), haut fonctionnaire et résistant français, a cantonné à Charmes à la fin de la Première Guerre mondiale[84]
- Marcel Martin (1916-2009), homme politique.
- François Cadet (1932-2009), acteur, est inhumé au cimetière de Charmes[85].
- Ségolène Royal (1953-), femme politique, a effectué ses études secondaires à Charmes.
- Philippe Castaza (1966-), dessinateur de bande dessinée.
- Xavier Collin (1974-), footballeur.
- Dan « apEX » Madesclaire (1993-), joueur professionnel français de Counter-Strike a vécu dix-sept ans à Charmes[86].

### Héraldique, logotype et devise
| Blason | Blasonnement : D'azur à la levrette d'argent, tenant en ses pattes une croix de Lorraine d'or. Commentaires : le sceau de Charmes du XVIIe siècle représentait un chien passant sans indication d'émaux. Le blason actuel apparaît dès le siècle suivant, il est accompagné de la devise qui témoigne de la fidélité de ses habitants envers les ducs de Lorraine. Le chien est l'incarnation symbolique de la fidélité au maître. Le blason communal représenté sur la façade de l'hôtel de ville est légèrement différent. L'artiste qui le réalisa plaça la croix de Lorraine dans un écusson de gueules et contourna la tête de la levrette. |

La ville de Charmes est titulaire de la Croix de guerre 1939-1945 avec palme de bronze depuis le 11 novembre 1948.
Sa devise est « La fidélité charme les cœurs ».